# Centenas Negras
As Centenas Negras ou Tchernosotentsi (em russo: Чёрная сотня ou черносотенцы) foi um movimento político e paramilitar que apoiou o regime czarista contra as revoluções que tentaram derrubá-lo. Destacou-se pelo seu ultra-nacionalismo e a sua xenofobia, que incluíam o antissemitismo, e a incitação à prática do pogrom contra os ucranianos, além de serem defensores ferrenhos do Czarismo e do Monarquismo.

## Precedentes e formação
Dois grupos desenvolvidos em Petrogrado foram considerados precedentes das Tchernosotentsi: a Santa Brigada [em russo: Священнaя дружинa/Sviashchiennaia Drujina) e a Assembleia Russa (em russo: Русское собрание/Russkoie Sobranie). Fundadas em 1900, ambas as organizações estavam conformadas por intelectuais conservadores, funcionários do governo, membros do clero e terratenentes.
Após a Revolução de 1905, o número de organizações deste tipo cresceu, surgindo nas principais cidades. Dentre elas destacaram especialmente a União do Povo Russo (em russo: Союз русского народа/Soiuz Russkogo Naroda), em Petrogrado; a União dos Russos (Союз русских людей/Soiuz Russkih Diudiej) e a Sociedade de Luta Ativa contra a Revolução (Общество активной борьбы с революцией/Obshchiestvo Aktivnoj Bor'by s Rievoliutsiej), em Moscovo e a organização Águia Branca de Duas Cabeças (Белый двуглавый орёл/Bielyj Dvugdavyj Oriol) em Odessa. Os seus membros faziam parte de diferentes estratos sociais, nomeadamente terratenentes, clero, alta e baixa burguesia e comerciantes, aos que aderiram artesãos e ainda alguns grupos operários.

## Características
Embora algumas diferenças programáticas, todos os membros das Centenas Negras tinham como objetivo comum a luta contrarrevolucionária, apoiados moral e economicamente pelo regime czarista e coordenados pelo Conselho Unido da Nobreza sob o lema czarista Ortodoxia, Autocracia e Nacionalidade (em russo: Правосла́вие, самодержа́вие, наро́дность/Pravoslávie, Samoderjávie, Naródnost')
As Centenas Negras difundiam a sua propaganda durante os serviços religiosos, reuniões, leituras e demonstrações públicas. Tal propaganda advogava pela exaltação monárquica e incitava sentimentos antissemíticos que deram lugar a numerosos pogroms e ações terroristas contra quatro evolucionários e determinadas figuras públicas, levadas a cabo pelo seu braço armado, os Camisas Amarelas.
As ideias e as práticas destes grupos eram apoiadas por vários jornais direitistas como o Novas de Moscovo (em russo: Московские ведомости/Moskovskie Viedomosti). E, ademais, as próprias Centenas Negras publicaram jornais como O Estandarte Russo (em russo: Русское знамя/Russkoie Znamia), que chegou a justificar o assassinato de dois delegados da Duma, Grigori Iollos e Mikhail Herzenstein, declarando abertamente que "verdadeiros russos assassinaram Herzenstein e Iollos com conhecimento dos oficiais", lamentando a morte de apenas dous judeus revolucionários. O seu antissemitismo incluiu também a tentativa de difundir libelo de sangue. Ainda, as Centenas Negras opuseram-se com dureza ao movimento pela autodeterminação da Ucrânia, e posicionaram-se contra a promoção da cultura e do idioma ucraniano, e em particular contra o culto ao grande poeta ucraniano Tarás Sevtchenko.
As Centenas Negras organizaram quatro congressos pan-russos com o fim de unificar as suas forças na organização que recebeu o nome de União do Povo Russo (em russo: Объединённый русский народ/Ob'iedinoinnyj Russkij). Após 1907, porém, aquela organização desintegrou-se e o conjunto do movimento Tchernosotentsi perdeu força. Durante a Revolução de Outubro de 1917 as poucas organizações que ficavam foram banidas, e os dirigentes e membros ativos que ainda restaram lutaram contra as autoridades soviéticas, ainda quando o seu papel foi muito menos incisivo do que o mais moderado Exército Branco.